# Wilfried Kemmer
Wilfried Kemmer (* 20. November 1943; † 21. August 2007) war ein deutscher Fußballspieler und -trainer. Kemmer spielte von 1962 bis 1977, mit Ausnahme der Saison 1966/67, als er mit dem VfB Lübeck antrat, für den VfL Wolfsburg. Er ist mit 190 Treffern der Rekordtorschütze der zwischen 1963 und 1974 zweitklassigen Regionalliga Nord. 174 dieser Tore erzielte er für Wolfsburg, wo er 1968 mit 19 und 1970 mit 25 Toren Ligatorschützenkönig war, und 16 für Lübeck. In der 2. Fußball-Bundesliga erzielte er weitere neun Treffer für den VfL Wolfsburg. 1963 war Kemmer mit Wolfsburg Finalist der Deutschen Fußball-Amateurmeisterschaft. Die beste Ligaplatzierung Kemmers war der zweite Rang mit Wolfsburg 1970.

## Karriere
In der Saison 1962/63 wurde Kemmer mit dem VfL Wolfsburg dem Meister der damals zweitklassigen Amateuroberliga Niedersachsen Gruppe Ost und erreichte mit dem Verein anschließend das Finale der Deutschen Fußball-Amateurmeisterschaft, das der VfL am 6. Juli im Auestadion von Kassel mit 0:1 gegen die Amateure des VfB Stuttgart verlor.
Die Amateurligameisterschaft qualifizierte den VfL für die nach der Gründung der Bundesliga neue zweithöchste Spielklasse, die Regionalliga. In der Regionalliga Nord spielte der Stürmer und offensive Mittelfeldspieler und wurde 1968 mit 19 und 1970 mit 25 Treffern Torschützenkönig. In der Saison 1972/73 erzielte Kemmer 22 Treffer und belegte gemeinsam mit Alfred Hußner vom FC St. Pauli den zweiten Rang in der Torschützenliste im Norden hinter Burkhard Segler vom VfL Osnabrück, der 24 Mal traf. Insgesamt erzielte Kemmer 174 Tore für Wolfsburg in elf Regionalliga-Saisonen.
1968 erreichte Wolfsburg den dritten Rang. 1970 zog der VfL als Vizemeister hinter dem VfL Osnabrück in die Bundesliga-Aufstiegsrunde ein, wo Wolfsburg in seiner Gruppe hinter Kickers Offenbach, VfL Bochum und Hertha Zehlendorf aus Berlin lediglich Vierter wurde. Kemmer nahm hier nur an drei Spielen teil und blieb ohne Tor.
Zwischenzeitlich spielte Kemmer 1966/67 eine Saison für den VfB Lübeck, mit dem er Elfter der Regionalliga Nord wurde und 16 Tore erzielte. Insgesamt erzielte er 190 Tore in der Regionalliga Nord, was ihn zum erfolgreichsten Torschützen der der Geschichte dieser Liga in jener Ära machte, vor Ulrich Kallius der für Altona 93, FC St. Pauli und VfL Osnabrück in vier Saisons weniger 104 Tore erzielte.
1974/75 und 1976/77 spielte er mit dem VfL in der Nordstaffel der Zweiten Liga, die die Regionalliga ersetzte, und stieg jeweils mit dem VfL ab. In 52 Spielen erzielte er neun Tore; seinen letzten Einsatz hatte er beim vor nurmehr 350 Zusehern stattfindenden Heimspiel der Wolfsburger gegen den Bonner SC am 37. Spieltag am 14. Mai 1977. Für den Verein war das die zehnte Niederlage in einer Serie von elf verlorenen Spielen.
Im Erstrunden-Pokalspiel gegen den Erstligisten und amtierenden Pokalsieger TSV 1860 München am 16. Januar 1965 gelangen Kemmer zwei Tore gegen Schlussmann „Radi“ Radenković; Wolfsburg verlor jedoch trotz 3:0-Führung mit 3:4.
Nach seiner Spielerlaufbahn erwarb er die Fußballlehrer-Lizenz. Er trainierte vom 30. April 1979 bis zum 20. Oktober 1983 den VfL Wolfsburg, der in jener Zeit in der Oberliga Nord spielte. Weitere Trainerstationen waren der SSV Vorsfelde und Lupo Martini Wolfsburg, mit dem er 1996 in die Landesliga  Braunschweig aufstieg.
Wilfried Kemmer starb am 21. August 2007 im Alter von 63 Jahren nach einer schweren Krankheit.